# Domnall Brecc
Domnall Brecc mac Echdach Buide († Dezember 642) war in den Jahren 629 bis 642 König des irisch-schottischen Königreiches Dalriada.
Nachdem er zunächst seinem Verbündeten Oswald von Northumbria 634 mit Truppen in der Schlacht von Heavenfield unterstützte, galt Domnals weitere Herrschaft als unglücklich, da er eine Reihe von Schlachten gegen seine Nachbarn verlor: Im irischen Reichsteil war schon sein Vorgänger Connad nach kurzer Regierungszeit gefallen; Domnall machte sich dort die Uí Néills zu Feinden, die zur Sippe des Columba gehörten. Sie besiegten Donmal 637 bei Mag Ráth (Cath Maige Rátha). Doch auch in Schottland agierte Domnal nicht glücklicher: Die Pikten siegten über ihn 635 (bei Caladrois) und 638 (bei Glen Morriston) und auch der südliche Nachbar, das britische Königreich Strathclyde, besiegte ihn 642 in der Schlacht von Strathcarron, in der er fiel. Nachfolger wurde Ferchar I., dem er bereits 636 eine Mitregierung zugestehen musste.